# Belloy-sur-Somme
Belloy-sur-Somme é uma comuna francesa na região administrativa de Altos da França, no departamento de Somme. Estende-se por uma área de 13,24 km². Em 2010 a comuna tinha 754 habitantes (densidade: 56,9 hab./km²).